# Фрей, Лонни
Лайнус Рейнхард Фрей (англ. Linus Reinhard Frey, 23 августа 1910, Сент-Луис, Миссури — 13 сентября 2009, Кер-д’Ален, Айдахо) — американский бейсболист, игрок второй базы и шортстоп. Выступал в Главной лиге бейсбола с 1933 по 1948 год. Победитель Мировой серии 1940 года в составе «Цинциннати Редс» и Мировой серии 1947 года в составе «Нью-Йорк Янкис». Трёхкратный участник Матча всех звёзд лиги. Член Зала славы «Цинциннати Редс».

## Биография

### Ранние годы
Лайнус Фрей родился 23 августа 1910 года в Сент-Луисе. Он был вторым из трёх сыновей в семье Фрэнка Фрея и его супруги Луизы, выходцев из Германии. При рождении его назвали Сент-Лайнусом в честь святого Лина, но ещё в детстве имя сократили до Лайнуса, а друзья звали его Лонни.
В юности Фрей был ярым болельщиком клуба «Сент-Луис Кардиналс», но не рассматривал бейсбол как способ заработка. В возрасте двадцати лет он устроился на работу секретарём и по выходным играл в любительской команде. О начале спортивной карьеры он задумался в 1931 году, лишившись работы во время Великой депрессии. Скауты «Кардиналс» сочли Фрея слишком худым и контракт ему не предложили. После этого, по рекомендации тренера любительской команды Харви Албрехта, он попал на просмотр в команду Южной ассоциации из Нашвилла. В тот же период Фрей женился на его сестре Мэри Энн.

### Начало карьеры
В сезоне 1932 года Фрей дебютировал в профессиональном бейсболе. Он играл за «Йорк Уайт Роузес» и «Монтгомери Кэпиталз», отбивая с показателем 28,8 %. Первую часть чемпионата 1933 года он провёл в составе «Нэшвилл Волс», а в августе получил приглашение в «Бруклин Доджерс», ряд игроков которых выбыли из-за травм. Фрей сразу занял место стартового шортстопа команды и сохранял его в течение следующих трёх сезонов. Позднее он стал и капитаном команды. Он отличался дисциплиной на бите и агрессивной игрой на базах. В 1935 году Фрей вошёл в десятку лучших игроков Национальной лиги по количеству экстра-бейс-хитов и уоков. При этом он был плохим защитником, в 1935 и 1936 годах став лидером лиги по числу ошибок. Недостаточная сила ркуи вынуждала его больше двигаться по полю, поспешность приводила к ошибочным решениям и неточным броскам. Болельщики «Доджерс» часто освистывали Фрея из-за его ошибок, а игрок болезненно воспринимал критику. Команду Фрей покинул в декабре 1936 года, когда его обменяли в «Чикаго Кабс» на шортстопа Вуди Инглиша и питчера Роя Хеншо.

### Цинциннати Редс
В 1937 году Фрей сыграл за «Кабс» в 87 матчах, выходя на поле на четырёх разных позициях. В феврале 1938 года его обменяли в «Цинциннати Редс». Главный тренер команды Билл Маккечни перевёл его на вторую базу, где недостатки в игре Фрея в защите не были так заметны. До этого момента он провёл на второй базе всего 47 игр в карьере, а в последующие два года стал одним из лучших защитников в лиге на этой позиции. По ходу сезона 1939 года, в котором «Редс» выиграли чемпионат Национальной лиги, Фрей отбивал с показателем 29,1 % и выбил одиннадцать хоум-ранов. Летом он впервые принял участие в Матче всех звёзд, в котором его удар принёс сборной Национальной лиги единственный ран. В Мировой серии 1939 года «Цинциннати» уступили «Нью-Йорк Янкис» в четырёх матчах, Фрей в этих играх не сумел выбить ни одного хита в семнадцати выходах на биту.
В 1940 году Редс снова стали сильнейшей командой Национальной лиги. Фрей по итогам регулярного чемпионата стал лидером среди игроков второй базы по количеству сыгранных матчей, надёжности игры в защите, количеству выведенных в аут игроков соперника и разыгранных дабл-плеев. Он успешно играл и в нападении, став лучшим по числу украденных баз, четвёртым по количеству набранных ранов и шестым по заработанным уокам. В Мировой серии «Цинциннати» обыграли «Детройт Тайгерс» в семи матчах. Большую часть финала Фрей пропустил из-за травмы ноги, всего дважды выйдя на поле в роли пинч-хиттера и один раз заменив игрока на второй базе.
Фрей оставался игроком основного состава «Цинциннати» до 1943 года, ещё дважды за это время сыграв в Матче всех звёзд. Затем он был призван на военную службу. Следующие два года он провёл на военной базе Форт-Райли в Канзасе, играя за армейскую команду. В составе «Редс» Фрей вернулся в 1946 году. Проведя два года без полноценной игровой практики, он не сумел выйти на прежний уровень и после окончания сезона покинул команду.

### Заключительный этап карьеры
В начале чемпионата 1947 года он выступал за «Кабс», а в июне перешёл в «Янкис». За каждую из команд Фрей сыграл по 24 матча. В составе Янкис его задействовали в роли пинч-раннера и пинч-хиттера. Команда выиграла чемпионат Американской лиги, а затем и Мировую серию против «Бруклина». Фрей выходил на замену в шестой игре финальной серии. В 1948 году он сыграл за «Янкис» всего одну игру и в мае был отчислен. После этого он подписал контракт с «Нью-Йорк Джайентс», хотя большую часть сезона провёл в составе их фарм-клуба «Миннеаполис Миллерс». Ещё два сезона Фрей отыграл в младших лигах за «Баффало Байзонс» и «Сиэтл Рейнирс». Карьеру он завершил в конце 1950 года. Всего в Главной лиге бейсбола он провёл четырнадцать сезонов, сыграв 1 535 матчей.

### После бейсбола
Закончив играть, Фрей с супругой переехал в штат Вашингтон. Он работал в магазине спортивных товаров, занимался продажей чемоданов, а после выхода на пенсию подрабатывал разнорабочим в церкви. В 1961 году его избрали в Зал славы клуба «Цинциннати Редс». В 1982 году умерла его супруга, после чего Фрей переехал в Хейден в Айдахо.
В 2000 году в возрасте 90 лет Фрей был приглашён сделать символическую первую подачу на игре «Сиэтл Маринерс». К тому моменту он перенёс несколько операций. Позже у него случился инсульт, после которого Фрей переехал в дом престарелых. Он скончался 13 сентября 2009 года в Кер-д’Алене в возрасте 99 лет.